# Adesmia candida
Adesmia candida es una especie de planta floral del género Adesmia, categorizada en la tribu Dalbergieae, de la subfamilia Faboideae.

## Distribución
Especie nativa de Argentina. Crece en el bioma templado.

## Taxonomía
Fue descrita por Hook.f. y publicada en Fl. Antarct.: 257 (1846).
Sinónimos homotípicos
- Patagonium candidum (Hook.f.) Macloskie.[1]